# مقاطعة كالوغا

علم كالوغا أوبلاست

مقاطعة كالوغا هي إحدى الكيانات الفدرالية في روسيا. وتحوي المدن والقرى التالية: بالابانوفو،
بوروفسك،
كالوغا،
كيروف، كالوغا أوبلاست،
كوندروفو،
كوزلسك،
ليودينوفو،
مالوياروسلفتس،
مدين،
ميشتشوفسك،
موسالسك،
اوبنينسك،
سوسنسكاي،
سباس-دمينسك،
سوخينيتشي،
تاريوسا،
يوخنوف،
جيزدرا،
جوكوف،